# Claude Guichard (homme politique)
Pour les articles homonymes, voir Claude Guichard et Guichard.
Claude Guichard, né le 11 novembre 1928 à Sainte-Foy-la-Grande (Gironde) et mort le 28 août 2021 à Bordeaux, est un homme politique français.

## Biographie
Claude Guichard naît le 11 novembre 1928 à Sainte-Foy-la-Grande. Suppléant dans la 1re circonscription de la Dordogne d'Yves Guéna nommé à deux reprises ministre des Postes et Télécommunications, il le remplace comme député de la Dordogne une première fois du 8 mai 1967 au 30 mai 1968, puis du 13 août 1968 au 1er avril 1973 sous l'étiquette des Républicains indépendants,.